# Pukkisaari (ö i Kajanaland, Kajana, lat 64,22, long 27,81)
Pukkisaari är en ö i Finland. Den ligger i sjön Rehja och Nuasjärvi och i kommunen Kajana i den ekonomiska regionen  Kajana ekonomiska region  och landskapet Kajanaland, i den centrala delen av landet, 500 km norr om huvudstaden Helsingfors. Öns area är 7,5 hektar och dess största längd är 440 meter i nord-sydlig riktning.